# Виртоп (Болгарія)
Ви́ртоп (болг. Въртоп) — село у Видинській області Болгарії. Входить до складу общини Видин.

## Населення
За даними перепису населення 2011 року у селі проживала 71 особа, з них 70 осіб (98,6%) — болгари.
Розподіл населення за віком у 2011 році:
Динаміка населення: